# آرتور لیتلفورد
آرتور لیتلفورد (انگلیسی: Arthur Littleford؛ 1868 – 1934 (aged 66)) بازیکن فوتبال اهل بریتانیا بود.
از باشگاه‌هایی که در آن بازی کرده‌است می‌توان به باشگاه فوتبال ووستر سیتی و باشگاه فوتبال بیرمنگام سیتی اشاره کرد.